# Tanjung Muara
Tanjung Muara is een bestuurslaag in het regentschap Bengkulu Utara van de provincie Bengkulu, Indonesië. Tanjung Muara telt 916 inwoners (volkstelling 2010).